# Jofré de Blanes
Jofré de Blanes, né à Barcelone, mort le 11 novembre 1414 à Barcelone, est un religieux dominicain.

## Biographie
De famille riche, peut-être fils du chevalier Ramon de Blanes et de Blanca de Palau (et donc frère de Francesc de Blanes, évêque de Gérone et Barcelone), il prend l’habit dominicain au couvent Sainte-Catherine de Barcelone. 
Très ami de saint Vincent Ferrier, il intervient avec lui, à la demande du roi Martin Ier d'Aragon, pour faire la paix entre Martí d'Orís et Pere de Centelles, ainsi qu’entre les dels Malla et les Sancitorra de Vic, ville où ils prêchent avec d’autres dominicains en 1409. 
Il accompagne Vincent Ferrier dans quelques voyages de prédication à Valence, en Catalogne et en Aragon. Jofré est d'une grande éloquence.
Ferdinand Ier d'Aragon demande à Vincent d’autoriser Jofré à rester au palais pour prêcher le carême 1413. La même année, Jofré accompagne le saint à Valence et retourne à Barcelone. 
Il a écrit Le rosaire perpétuel de la Très Sainte Vierge. Il avait une grande dévotion envers la Vierge, qui lui apparut plusieurs fois.
Il fut enseveli au couvent Sainte-Catherine, et sur sa tombe eurent lieu des miracles. 
Bien qu’il n’ait pas été formellement béatifié, il fut vénéré comme vénérable et bienheureux, fêté le 5 avril et le 11 novembre. Le culte public cessa en 1835 quand le couvent fut démoli et les reliques perdues.